# Verein für Rasensport Wormatia Worms 2008-2009
Questa voce raccoglie le informazioni riguardanti il Verein für Rasensport Wormatia Worms nelle competizioni ufficiali della stagione 2008-2009.

## Stagione
Nella stagione 2008-2009 il Wormatia, allenato da Bernhard Trares e Jürgen Klotz, concluse il campionato di Regionalliga ovest al 16º posto.

## Rosa
| N. |                        | Ruolo | Calciatore           |
| -- | ---------------------- | ----- | -------------------- |
| 2  | Germania (bandiera)    | D     | Mario Cuc            |
| 3  | Germania (bandiera)    | D     | Fabian Liesenfeld    |
| 4  | Germania (bandiera)    | D     | Matthias Lang        |
| 5  | Germania (bandiera)    | D     | Niels Magin          |
| 7  | Germania (bandiera)    | C     | Aleksandr Nazarov    |
| 8  | Germania (bandiera)    | C     | Steven Jones         |
| 9  | Germania (bandiera)    | A     | Matthias Gutzler     |
| 10 | Germania (bandiera)    | C     | Marcel Gebhardt      |
| 11 | Germania (bandiera)    | A     | Christian Bolm       |
| 12 | Turchia (bandiera)     | A     | Mahir Sahin          |
| 15 | Stati Uniti (bandiera) | A     | Andrew Wooten        |
| 16 | Grecia (bandiera)      | A     | Georgios Karagiannis |
| 17 | Germania (bandiera)    | C     | Manuel Helmlinger    |

| N. |                     | Ruolo | Calciatore         |
| -- | ------------------- | ----- | ------------------ |
| 18 | Germania (bandiera) | C     | Pascal Hertlein    |
| 19 | Germania (bandiera) | C     | Sven Bopp          |
| 20 | Germania (bandiera) | P     | Thorsten Müller    |
| 21 | Germania (bandiera) | D     | Thomas Süß         |
| 23 | Germania (bandiera) | D     | Sandro Rösner      |
| 35 | Serbia (bandiera)   | C     | Michael Aničić     |
| 39 | Germania (bandiera) | C     | Tobias Klotz       |
|    | Germania (bandiera) | P     | Manuel Wolff       |
|    | Germania (bandiera) | D     | Johannes Pfeffer   |
|    | Germania (bandiera) | D     | Dennis Probst      |
|    | Germania (bandiera) | C     | Sven Oswald        |
|    | Germania (bandiera) | A     | Marco Vorschneider |

## Organigramma societario
Area tecnica
- Allenatore: Jürgen Klotz
- Allenatore in seconda: Norbert Hess
- Preparatore dei portieri:
- Preparatori atletici:
- Analisi video:

## Calciomercato

### Sessione estiva
| Acquisti | Acquisti             | Acquisti             | Acquisti |
| R.       | Nome                 | da                   | Modalità |
| -------- | -------------------- | -------------------- | -------- |
| C        | Pascal Hertlein      | TSG Wörsdorf         |          |
| A        | Georgios Karagiannis | SC Waldgirmes        |          |
| D        | Fabian Liesenfeld    | Magonza              |          |
| D        | Sandro Rösner        | Kaiserslautern II    |          |
| A        | Mahir Sahin          | Borussia Neunkirchen |          |

| Cessioni | Cessioni        | Cessioni     | Cessioni |
| R.       | Nome            | a            | Modalità |
| -------- | --------------- | ------------ | -------- |
| A        | Kevin Gotel     | Pfeddersheim |          |
| D        | Benjamin Kessel | Magonza II   |          |
| A        | Sascha Ropic    | VfR Mannheim |          |

### Sessione invernale
| Acquisti | Acquisti     | Acquisti | Acquisti |
| R.       | Nome         | da       | Modalità |
| -------- | ------------ | -------- | -------- |
| P        | Manuel Wolff | Bayreuth |          |

| Cessioni | Cessioni       | Cessioni      | Cessioni |
| R.       | Nome           | a             | Modalità |
| -------- | -------------- | ------------- | -------- |
| A        | Oliver Schmitt | SV Gonsenheim |          |
| P        | Sven Jenner    | Pfeddersheim  |          |

## Risultati

### Regionalliga ovest

#### Girone di andata
| Arbitro: | Fritz |

|              |           |  |
| Stachnik 76’ | Marcatori |  |

| Arbitro: | Seiwert |

|                     |           |               |
| Gebhardt 39’ (rig.) | Marcatori | 19’ El-Nounou |

| Arbitro: | Cortus |

|           |           |                    |
| Bauer 26’ | Marcatori | 32’ (aut.) Kesimal |

| Arbitro: | Kunzmann |

|            |           |                                   |
| Gutzler 7’ | Marcatori | 29’ Risser 80’ Lacroix 90’ Schulz |

| Arbitro: | Thomsen |

|                            |           |  |
| Willen 27’ Terzić 42’, 46’ | Marcatori |  |

| Arbitro: | Schaal |

|                 |           |               |
| Vorschneider 5’ | Marcatori | 83’ Knappmann |

| Arbitro: | Färber |

|  |           |                                 |
|  | Marcatori | 9’ Lauretta 39’ Özkara 76’ Kara |

| Arbitro: | Willenborg |

|                                          |           |  |
| Mainka 2’ Kurth 4’ Mölders 44’, 52’, 62’ | Marcatori |  |

| Arbitro: | Walz |

|                                                     |           |  |
| Liesenfeld 22’ (rig.), 59’ Lang 45’ (rig.) Bolm 76’ | Marcatori |  |

| Arbitro: | Stor |

|  |           |                 |
|  | Marcatori | 3’ Vorschneider |

| Arbitro: | Bartsch |

|  |           |                                           |
|  | Marcatori | 34’ von der Weth 55’ Schlösser 81’ Lamidi |

| Arbitro: | Hussein |

|  |           |                    |
|  | Marcatori | 11’, 55’, 65’ Bolm |

| Arbitro: | Wagner |

|                |           |                          |
| Helmlinger 57’ | Marcatori | 38’ Zimmermann 53’ Simic |

| Arbitro: | Schmidt |

|  |           |                     |
|  | Marcatori | 45’ Wooten 83’ Bolm |

| Arbitro: | Welz |

|              |           |                           |
| Gebhardt 90’ | Marcatori | 86’ Hünemeier 90’ Vrančić |

| Arbitro: | Preuß |

|               |           |            |
| Leimbrink 48’ | Marcatori | 89’ Rösner |

| Arbitro: | Steinberg |

|  |           |                     |
|  | Marcatori | 69’, 88’ Traufetter |

#### Girone di ritorno
| Arbitro: | Kempter |

|                     |           |                         |
| Gebhardt 80’ (rig.) | Marcatori | 10’ Ziemer 87’ Neubauer |

| Arbitro: | Frank |

|                       |           |                 |
| Güçlü 35’ Prokoph 90’ | Marcatori | 43’, 77’ Aničić |

| Worms 28 febbraio 2009, ore 14:00 CET 20ª giornata | Wormatia Worms | 0 – 0 referto | Colonia II | Wormatia-Stadion (1 386 spett.)\| Arbitro: \| Schalk \| |
| Arbitro:                                           | Schalk         |               |            |                                                         |

| Arbitro: | Welz |

|                        |           |  |
| Senesie 72’ Schulz 83’ | Marcatori |  |

| Arbitro: | Valentin |

|         |           |            |
| Cuc 59’ | Marcatori | 24’ Gerdes |

| Arbitro: | Heitmann |

|  |           |                  |
|  | Marcatori | 25’ Cuc 90’ Bolm |

| Arbitro: | Gagelmann |

|                       |           |  |
| Assauer 83’ Erzen 87’ | Marcatori |  |

| Arbitro: | Schmidt |

|            |           |  |
| Aničić 73’ | Marcatori |  |

| Arbitro: | Wagner |

|                                  |           |            |
| Kessel 5’ Daghfous 39’ Amani 56’ | Marcatori | 66’ Wooten |

| Arbitro: | Athanassiadis |

|          |           |                              |
| Bolm 78’ | Marcatori | 33’ (rig.) Mahr 74’ Klimczok |

| Arbitro: | Dittrich |

|                      |           |            |
| Seidel 63’ Kacar 68’ | Marcatori | 75’ Aničić |

| Worms 9 maggio 2009, ore 14:00 CEST 29ª giornata | Wormatia Worms | 0 – 0 referto | Bayer Leverkusen II | Wormatia-Stadion (1 178 spett.)\| Arbitro: \| Sinn \| |
| Arbitro:                                         | Sinn           |               |                     |                                                       |

| Arbitro: | Glasmacher |

|          |           |                |
| Haas 30’ | Marcatori | 64’ Liesenfeld |

| Arbitro: | Schmidt |

|                                            |           |  |
| Sahin 31’ Bolm 66’ Gebhardt 80’ Probst 85’ | Marcatori |  |

| Arbitro: | Steinberg |

|                                                             |           |                               |
| Hille 11’ Öztekin 19’, 22’, 56’ (rig.), 86’ Oscislawski 85’ | Marcatori | 54’, 61’ Liesenfeld 78’ Sahin |

| Arbitro: | Cortus |

|                                      |           |                 |
| Bolm 42’ Liesenfeld 57’ Gebhardt 59’ | Marcatori | 29’, 74’ Birdir |

| Arbitro: | Willenborg |

|                |           |          |
| Latza 26’, 83’ | Marcatori | 77’ Bolm |

## Statistiche

### Statistiche di squadra
| Competizione       | Punti | In casa | In casa | In casa | In casa | In casa | In casa | In trasferta | In trasferta | In trasferta | In trasferta | In trasferta | In trasferta | Totale | Totale | Totale | Totale | Totale | Totale | DR  |
| Competizione       | Punti | G       | V       | N       | P       | Gf      | Gs      | G            | V            | N            | P            | Gf           | Gs           | G      | V      | N      | P      | Gf     | Gs     | DR  |
| ------------------ | ----- | ------- | ------- | ------- | ------- | ------- | ------- | ------------ | ------------ | ------------ | ------------ | ------------ | ------------ | ------ | ------ | ------ | ------ | ------ | ------ | --- |
| Regionalliga ovest | 33    | 17      | 4       | 5       | 8       | 20      | 24      | 17           | 4            | 4            | 9            | 19           | 31           | 34     | 8      | 9      | 17     | 39     | 55     | -16 |
| Totale             | 33    | 17      | 4       | 5       | 8       | 20      | 24      | 17           | 4            | 4            | 9            | 19           | 31           | 34     | 8      | 9      | 17     | 39     | 55     | -16 |

### Andamento in campionato
| Giornata  | 1  | 2  | 3  | 4  | 5  | 6  | 7  | 8  | 9  | 10 | 11 | 12 | 13 | 14 | 15 | 16 | 17 | 18 | 19 | 20 | 21 | 22 | 23 | 24 | 25 | 26 | 27 | 28 | 29 | 30 | 31 | 32 | 33 | 34 |
| --------- | -- | -- | -- | -- | -- | -- | -- | -- | -- | -- | -- | -- | -- | -- | -- | -- | -- | -- | -- | -- | -- | -- | -- | -- | -- | -- | -- | -- | -- | -- | -- | -- | -- | -- |
| Luogo     | T  | C  | T  | C  | T  | C  | C  | T  | C  | T  | C  | T  | C  | T  | C  | T  | C  | C  | T  | C  | T  | C  | T  | T  | C  | T  | C  | T  | C  | T  | C  | T  | C  | T  |
| Risultato | P  | N  | N  | P  | P  | N  | P  | P  | V  | V  | P  | V  | P  | V  | P  | N  | P  | P  | N  | N  | P  | N  | V  | P  | V  | P  | P  | P  | N  | N  | V  | P  | V  | P  |
| Posizione | 14 | 13 | 14 | 16 | 17 | 17 | 18 | 18 | 18 | 17 | 17 | 16 | 17 | 14 | 16 | 15 | 17 | 17 | 17 | 17 | 17 | 17 | 16 | 16 | 16 | 16 | 16 | 16 | 16 | 16 | 15 | 16 | 16 | 16 |

Legenda:

Luogo: C = Casa; T = Trasferta. Risultato: V = Vittoria; N = Pareggio; P = Sconfitta.

### Statistiche dei giocatori
| M. Aničić       | 14 | 4  | 1 | 0 |
| C. Bolm         | 32 | 10 | 4 | 0 |
| S. Bopp         | 24 | 0  | 5 | 0 |
| M. Cuc          | 20 | 2  | 1 | 0 |
| M. Gebhardt     | 30 | 5  | 2 | 0 |
| M. Gutzler      | 13 | 1  | 1 | 0 |
| M. Helmlinger   | 15 | 1  | 3 | 0 |
| P. Hertlein     | 19 | 0  | 3 | 0 |
| S. Jenner       | 2  | 0  | 0 | 0 |
| S. Jones        | 15 | 0  | 3 | 1 |
| G. Karagiannis  | 8  | 0  | 1 | 0 |
| T. Klotz        | 5  | 0  | 0 | 0 |
| M. Lang         | 31 | 1  | 6 | 0 |
| F. Liesenfeld   | 25 | 6  | 2 | 0 |
| N. Magin        | 15 | 0  | 4 | 0 |
| T. Müller       | 16 | 0  | 1 | 0 |
| A. Nazarov      | 8  | 0  | 0 | 1 |
| S. Oswald       | 1  | 0  | 0 | 0 |
| J. Pfeffer      | 16 | 0  | 4 | 0 |
| D. Probst       | 31 | 1  | 8 | 2 |
| S. Rösner       | 34 | 1  | 4 | 0 |
| M. Sahin        | 20 | 2  | 4 | 0 |
| O. Schmitt      | 2  | 0  | 0 | 0 |
| T. Süß          | 27 | 0  | 3 | 0 |
| M. Vorschneider | 13 | 2  | 1 | 0 |
| M. Wolff        | 16 | 0  | 2 | 0 |
| A. Wooten       | 20 | 2  | 1 | 0 |